# ヘンリー3世 (イングランド王)

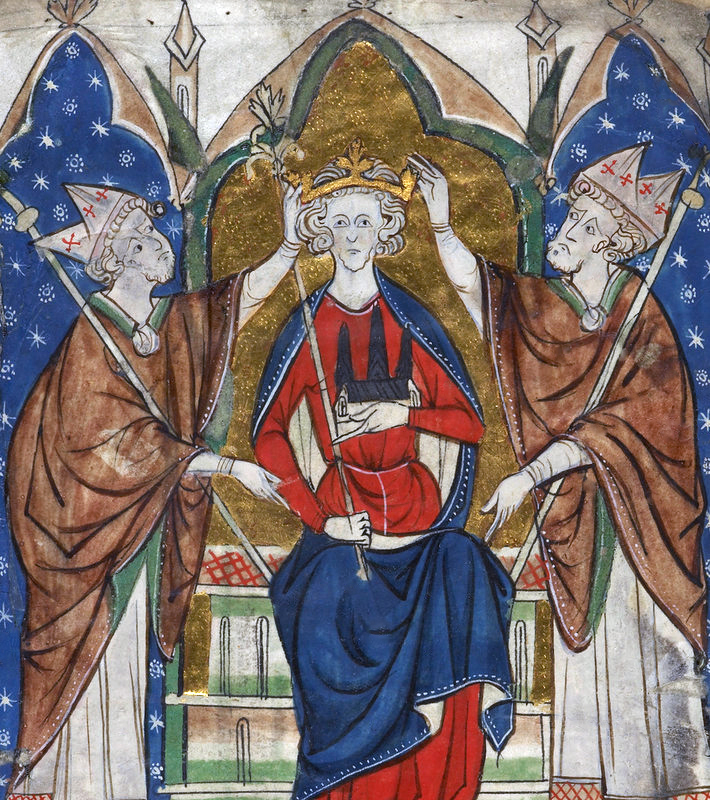
ヘンリー3世の戴冠

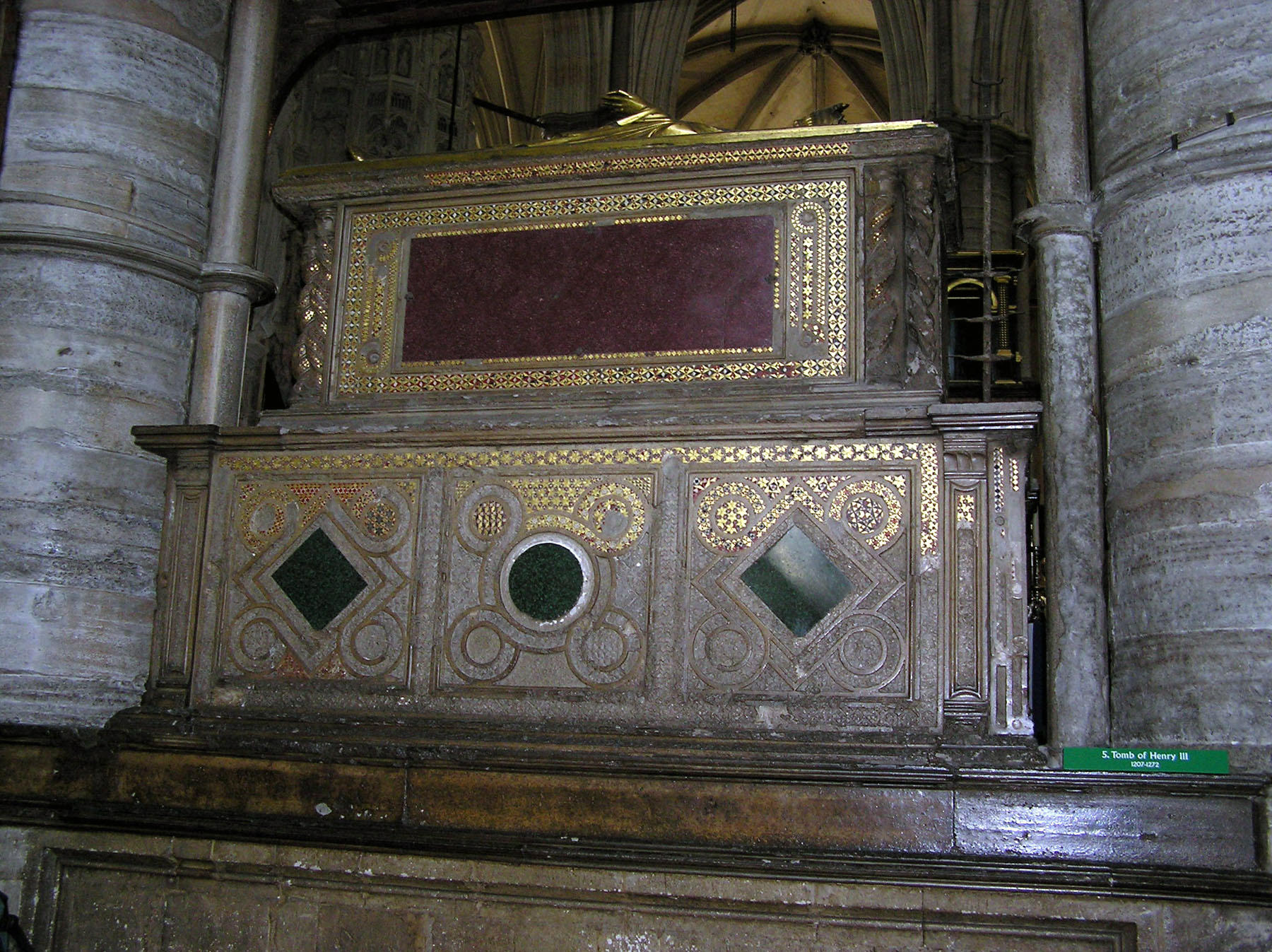
ウェストミンスター寺院にあるヘンリー3世の墓

ヘンリー3世（Henry III, 1207年10月1日 - 1272年11月16日）は、プランタジネット朝のイングランド王（在位：1216年 - 1272年）。ジョン王と王妃イザベラ・オブ・アングレームの子。妃はプロヴァンス伯レーモン・ベランジェ4世の娘エリナー・オブ・プロヴァンス。
諸侯たちの反乱の中で幼くして王位に就き、フランスの領土問題とマグナ・カルタに象徴される議会問題を解決しようとしたが、50年を超える長い治世において目立った成果を挙げることはできなかった。しかしこの時代は国王裁判所が着実に活動し、コモン・ローが王国に進展した時代とも評される。非常に信心深く、エドワード懺悔王を好み、ウェストミンスター寺院を現在の姿に大改築したことで知られる。

## 生涯

### 幼少期
1216年に第一次バロン戦争においてフランス王太子ルイ（ルイ8世）にロンドンを占領されている中で父が亡くなったため、ウィリアム・マーシャルやヒューバート・ド・ブルースらの重臣が摂政となり、9歳で王位に就いた。元々反乱諸侯たちは王政を廃止するのが目的ではなく、マグナ・カルタに従った合議制が確立できれば満足だったため、摂政たちがマグナカルタを認めると、幼い王への同情や扱い易いという利己的な判断もあり、ヘンリー3世の王位を支持した。その後もフランス王の干渉や諸侯の派閥争い、反乱が続いたが、大事には至らず、ヘンリー3世は1227年から親政を始めた。

### フランスとの抗争
幸いフランスでも、1226年から12歳のルイ9世が王位を継いだため、イングランドに対するフランスの脅威は減少していた。1229年には逆に、父が失ったフランスの領土を回復するために侵攻したが、成功はしなかった。1236年にルイ9世の妃マルグリットの妹であるエリナーと結婚した。
1242年には母イザベラやその再婚相手であるラ・マルシュ伯ユーグ10世・ド・リュジニャンたちに誘われポワチエに侵攻したが、逆にアキテーヌ地方を占領されて窮地に陥った。ルイ9世はイングランドとの抗争が長引くことを好まず、イングランド王が既に失っていたノルマンディーやアンジューを正式に放棄し、アキテーヌ公としてフランス王に臣従を誓うことを条件に、アキテーヌ地方南部のガスコーニュの領有を認めるパリ条約を締結した。

### フランス人側近政治
それまでの経緯からイングランド諸侯に不信感を抱いていたヘンリー3世は、母方の親族にあたるリュジニャン一族などのポワチエ人や、妻の生国のプロヴァンス人および縁戚のサヴォイア家の一族を側近として重用した。これはイングランドの重臣、諸侯の反発を招き、これらの外国人側近はしばしば追放されたが、王と諸侯の対立が激しくなると再び彼らが呼び戻されることが続いた。

### 対外政策
当時、ローマ教皇は神聖ローマ皇帝兼シチリア王フリードリヒ2世と激しく対立しており、1250年にフリードリヒ2世が亡くなると、神聖ローマ帝国やシチリア王国の対立王の擁立を謀り、各国の王族らに誘いをかけていた。信心深かったヘンリー3世は、これに加担して実弟であるコーンウォール伯リチャードを皇帝に（大空位時代参照）、次男のエドマンドをシチリア王に擁立することに同意した。しかし、結局どちらも叶えられないままに終わった。

### 諸侯の反乱
度重なる外征の失敗、外国人の重用、ヨーロッパ各国の王位継承問題への介入による財政難及び課税の強化に対し、イングランドの諸侯や聖職者は反発し、1258年にレスター伯シモン・ド・モンフォールをリーダーとする諸侯は、選ばれた15人により王権を監視する「国王評議会の設置」と定期的に議会を招集する「議会に関する取り決め」を定めたオックスフォード条項をヘンリー3世に認めさせ、王権に制限を加えた。
しかし、諸侯たちは間もなく派閥対立を始めたため、1261年にヘンリー3世は教皇アレクサンデル4世の許しを得てオックスフォード条項などの誓いを反故にした。これにより第2次バロン戦争が始まったが、1264年のルイスの戦いで敗れ、王太子エドワードと共に捕らえられた。1265年にロンドンで開催された議会（ド・モンフォールの議会）で、オックスフォード条項と父の時代に成立したマグナカルタを正式に承認させられた。
しかし、シモン・ド・モンフォールへの権力集中に諸侯たちは警戒し始め、1265年にエドワードが脱出に成功すると、多くの諸侯はエドワードに味方した。同年のイーブシャムの戦いでシモン・ド・モンフォールは敗死し、その後しばらく動揺が続くが、1266年12月13日にケニルワース包囲戦（Siege of Kenilworth）における降伏でヘンリー3世は王権を回復した。1272年にヘンリー3世が崩御するまで大きな問題は起こらなかった。
跡を継いだエドワード1世は、フランス、ウェールズ、スコットランドとの戦争において諸侯の支持を得るために、しばしば議会を招集した。これらの精神は受け継がれ、現在の立憲君主制が導かれた。

## プロヴァンス4姉妹
妃エリナー・オブ・プロヴァンスはフランス王ルイ9世（聖王）妃マルグリット・ド・プロヴァンスの妹であるため、ヘンリー3世とルイ9世は義理の兄弟（相婿）関係にある。さらに下の妹サンシーとベアトリスは、コーンウォール伯リチャード（一時的にローマ王）、ルイの弟シャルル・ダンジュー（シチリア王）と結婚しており、興味深いことに彼女たちは全員が王妃となっている。この時代のイングランド王家とフランス王家の関係がわかる。

## 子女
エリナーとの間に以下の子女をもうけた。

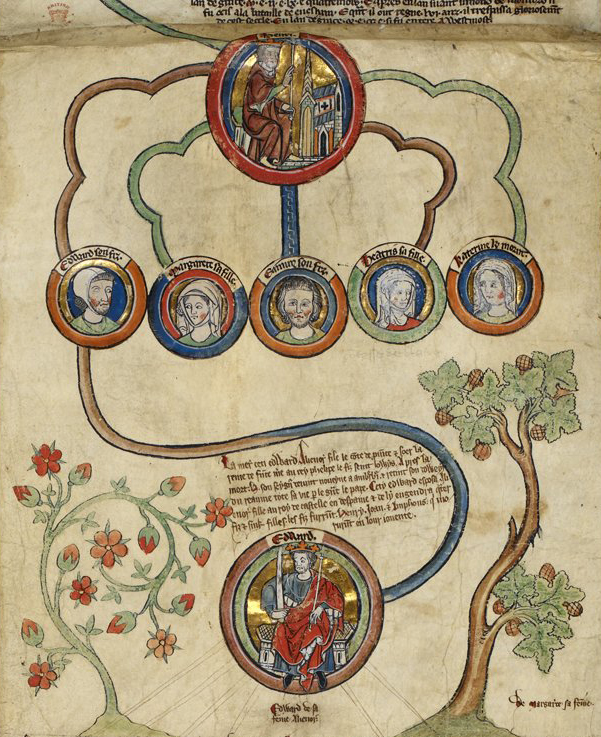
ヘンリー3世の子供たち

- エドワード1世（1239年 - 1307年） - イングランド王
- マーガレット（1240年 - 1275年） - スコットランド王アレグザンダー3世と結婚
- ベアトリス（1242年 - 1275年） - ブルターニュ公ジャン2世と結婚
- エドマンド（1245年 - 1296年） - 初代ランカスター伯
- リチャード（1247年頃 - 1256年以前）
- ジョン（1250年頃 - 1256年以前）
- ウィリアム（1250/1年 - 1256年以前）
- キャサリン（1252/3年 - 1257年）
- ヘンリー - 早世